# Lindø (Søndersø)
 For alternative betydninger, se Lindø. (Se også artikler, som begynder med Lindø)
Lindø er en lille ubeboet ø i den centrale del af Søndersø syd for Maribo på Lolland.
- Højeste punkt: 11 m over havets overflade.

På Lindø og naboøen Askø findes en blandet koloni af skarver og fiskehejrer med hhv. 2500 og 2-300 ynglepar.